# Залужице (Михаловце)
Залужице (слч. Zalužice) насељено је мјесто са административним статусом сеоске општине (слч. obec) у округу Михаловце, у Кошичком крају, Словачка Република.

## Становништво
| Година:    | 1994. | 2004.   | 2014.   | 2024.   |
| ---------- | ----- | ------- | ------- | ------- |
| Број људи: | 1214  | 1140    | 1152    | 1161    |
| Разлика:   |       | -6,09 % | +1,05 % | +0,78 % |

| Година:    | 2023. | 2024.   |
| ---------- | ----- | ------- |
| Број људи: | 1164  | 1161    |
| Разлика:   |       | -0,25 % |

Према подацима о броју становника из 2011. године насеље је имало 1.136 становника.